# Eustrotia unipuncta
Eustrotia unipuncta là một loài bướm đêm trong họ Noctuidae.